# Childhelp
Childhelp (voorheen Childhelp USA) is een Amerikaanse non-profitorganisatie gewijd aan het helpen van slachtoffers van kindermishandeling en verwaarlozing door middel van belangenbehartiging, preventie en behandeling. Childhelp werd in 1959 door Sara O'Meara en Yvonne Fedderson opgericht en is een van de grootste non-profitorganisaties op het gebied van kindermishandeling, preventie en behandeling in de Verenigde Staten en Canada.
De organisatie biedt een breed scala aan diensten, niet alleen voor misbruikte en verwaarloosde kinderen, maar ook aan behandelende professionals, opvoeders, ouders, zorggezinnen, de gemeenschap en de overheid. Via verschillende inspanningen probeert Childhelp om het bewustzijn over kindermishandeling te vergroten. In 2009 vierde de organisatie haar 50e verjaardag. Childhelp vertrouwt op particuliere giften met haar activiteiten en diensten uit te breiden in het hele land.